# Channel V
Channel V (hoặc Channel [V]) là một hệ thống các kênh truyền hình âm nhạc trả tiền được quản lý bởi STAR TV, phát sóng 24/24 giờ một ngày, sử dụng các ngôn ngữ như: Anh, Nhật, Hindi, Hoa.

## Hoàn cảnh ra đời

### Lịch sử
Channel V là thành quả của STAR TV sau khi kết thúc quá trình hợp tác của họ với MTV Networks, kênh truyền hình này ra đời vào tháng 3 năm 1994, sớm hơn MTV châu Á 1 năm. Logo của kênh nếu như để ý kĩ sẽ thấy chính là chữ cái "M" như bị bẻ ra làm 3 phần, tượng trưng cho sự hợp tác không trọn vẹn.

### Slogan (khẩu hiệu) của kênh
- "You're in it!" (Bạn ở ngay đây). Slogan này được duy trì từ năm 1995 đến năm 2000.
- "Music and so much more!" (Âm nhạc và hơn thế nữa). Slogan được duy trì từ năm 2000 đến năm 2008.
- "[V] Plays Music" ([V] chơi nhạc). Slogan cuối cùng của kênh, được duy trì từ năm 2008 đến năm 2021.

## Channel V Châu Á
Channel V Châu Á (tiếng Anh: Channel V Asia) (cũng được gọi là Channel V Quốc Tế - tiếng Anh: Channel V International) là kênh truyền hình đứng đầu của hệ thống Channel V. Kênh này bắt đầu sản xuất và phát sóng từ Hồng Kông từ năm 1996 đến 2002, sau đó có một thời gian chuyển hoạt động về Malaysia để cắt giảm chi phí. Từ cuối năm 2008, đại bản doanh của kênh truyền hình này đã quay trở về với Hồng Kông, nơi đồng thời là nơi hoạt động của cả hệ thống truyền hình STAR TV và các kênh [V] Trung Quốc, Đài Loan, Ấn Độ.
Qua nhiều năm trên hành trình chinh phục khán giả châu Á, tiếng tăm của Channel [V] được biết đến ngày càng nhiều hơn ở đây. Lượng khán giả của Channel [V] thậm chí còn nhiều hơn cả của MTV châu Á, do Channel [V] có sự thông thạo thị trường này hơn. Thậm chí như ở Trung Quốc, khán giả trẻ yêu thích Channel [V] Trung Quốc Đại lục hơn cả MTV Trung Quốc.
Kênh đã ngừng phát sóng vào lúc 0h từ ngày 01/10/2021, bài hát cuối cùng phát sóng trên kênh Channel V là "M to the B" của Millie B.

## Các dẫn chương trình (VJ)

### Cựu dẫn chương trình
- Adrian da Silva
- Alessandra
- Amanda Griffin
- Angela Chow
- Asha Gill
- Brad Turvey
- Cindy Burbridge
- Dania Khatib
- Danny McGill
- David Wu
- Francis Magalona
- Joey G
- Joey Mead
- Jonathan Putra
- Kamal Shidu
- Marion Caunter
- Maya Karin
- Melanie Casul
- Nattapong Chinsaponsap
- Paula Malai Ali
- Petina
- Rick Tan
- Ruth Winona Tao
- Sarah Tan
- Sophiya Haque
- Trey Farley
- Dominic Lau
- Tom Price
- Cara Grogan
- Alvey Pulga
- Lisa S

## Phong cách hoạt động
Không giống như MTV tỏ ra khá bảo thủ trong việc sắp xếp nội dung, lựa chọn thông tin và nhiều lúc gây khó chịu cho khán giả, Channel [V] lại khá linh hoạt và chủ động, tỏ ra khá hiểu tâm lý người châu Á.
Trong các năm trước đây, Channel [V] có phần học theo MTV, vì vậy, đan xen với các chương trình ca nhạc thường kì là các chương trình truyền hình thực tế. Tuy nhiên, sự thay đổi đã rõ ràng hơn khi kênh này có slogan mới, đi cùng với đó là sự đổi mới nội dung. Từ ngày 1 tháng 8 năm 2009, Channel [V] chuyển sang chỉ phát nhạc mà không có bất cứ một chương trình truyền hình thực tế nào nữa. Điều này tạo ra một sự chuyên sâu hơn trong việc định hình phong cách nghe nhạc cho khán giả châu Á.

## Các chương trình hiện nay trên Channel V Châu Á
Dưới đây là danh sách các chương trình được phát sóng trên Channel V Châu Á (từ năm 2014 đến năm 2021). Các chương trình được in nghiêng là những chương trình có cập nhật bài hát mới trên kênh:
- Loop: Nhạc thịnh hành. Đây là chương trình cập nhật những bài hát mới nhất, hot nhất hiện nay.
- XO: Chương trình phát sóng những bài hát thuộc dòng nhạc Alternative/Indie mới nhất, nổi bật hiện nay.
- The Playlist: Chương trình âm nhạc tương tác. Các khán giả gửi một danh sách 7-8 bài hát do chính mình lựa chọn (với điều kiện là bài hát đó đã xuất hiện trên kênh). Mỗi ngày, Channel V sẽ lựa chọn một danh sách để phát cho khán giả mọi nơi cùng thưởng thức.
- Double Shot: Là chương trình quá quen thuộc với khán giả của kênh. Trong một chương trình được chia thành nhiều lượt phát sóng. Mỗi lượt phát 2 bài hát của 1 nghệ sĩ, thường là 1 cũ 1 mới.
- Top 5: Bảng xếp hạng 5 bài hát theo thể loại hay nhất trong tuần do Channel V lựa chọn. Khán giả yêu thích thể loại âm nhạc nào cũng có thể tìm thấy sự đồng điệu trong một chương trình như thế này. Các thể loại được phát sóng bao gồm: Indie, K-Pop, Rock, Urban, Dance.
- VCD (The [V] Countdown/Video CountDown): Bảng xếp hạng 10 bài hát hay nhất trong tuần do Channel V lựa chọn (từ năm 2015 trở về trước, khán giả bỏ phiếu bình chọn Top 10 cho bảng xếp hạng).
- [V]S: Nhạc theo chủ đề.
- Video Scope: Chương trình tuyển tập phát sóng những bài hát hay nhất của 1-2 nghệ sĩ bất kỳ.
- Kpop Explosion: Nhạc Hàn Quốc tổng hợp.
- A.T.M (Asian Top Music): Nhạc Châu Á chọn lọc.
- Morning Fix: Nhạc tổng hợp.
- The Rave: Nhạc sôi động tổng hợp.
- Back Tracks: Cho những ai đang có "nhu cầu" hoài niệm, nhớ về một thời thăng hoa của âm nhạc. Hiện nay chương trình này đang phát các bài hát của thập niên 2010 (thi thoảng thập niên 2000).

## Các kênh địa phương
Cũng giống như MTV, Channel [V] cũng đang tạo dựng một mạng lưới các kênh địa phương, tức là kênh được bản địa hoá, với những nội dung phù hợp với thị hiếu của người xem tại quốc gia đó. Đến nay, Star TV, hãng truyền hình phát triển nên Channel [V] đã đưa kênh này đến được gần hơn với khán giả Trung Quốc đại lục, Đài Loan, Hàn Quốc, Thái Lan, Ấn Độ, và nhượng quyền thương hiệu để đưa Channel [V] đến Australia.

### Channel [V] Australia
Đây là kênh truyền hình âm nhạc được yêu thích nhất tại Australia, và cũng là kênh truyền hình trẻ nhất cũng như lớn thứ nhì trong đại gia đình Channel [V]. Tuy nhiên, nó là kênh được một hãng là XYZ networks nhượng quyền thương hiệu từ Star TV.

### Channel [V] Đài Loan
Channel V Đài Loan (Channel V Taiwan) bắt đầu lên sóng tại Đài Loan vào năm 1994. Hiện tại Channel V Đài Loan không chỉ được theo dõi ở Đài Loan mà còn phục vụ các khán giả tại Singapore, Hồng Kông và cộng đồng người Đài Loan tại Hoa Kỳ. Bên cạnh những chương trình âm nhạc, kênh này cũng phát sóng các bộ phim hoạt hình, talk show và phim truyền hình dài tập. Ngày 1 tháng 9 năm 2012, kênh đã được đổi tên thành Fox Entertainment Đài Loan (Fox Entertainment Taiwan).

### Channel [V] Phillipines
Lần đầu được ra mắt vào năm 1994, tuy nhiên chính sự từ bỏ hợp tác với STAR TV của Nation Broadcasting Company, một công ty truyền thông của Philippines để quay sang sản xuất MTV Philippines đã khiến kênh truyền hình này bị khai tử vào tháng 7 năm 2001. Từ sau đó đến nay, có nhiều chương trình của Channel [V] được phát sóng trên Star World tại nước này.
Tuy nhiên, sau 8 năm, sự hồi sinh tiếp tục được STAR TV nhen nhóm khi họ hợp tác với Makisig Network để một lần nữa đưa Channel [V] trở lại Philippines. Kênh truyền hình này chính thức tuyên chiến với khoảng thời gian thống trị của MTV Philippines vào ngày 1 tháng 8 năm 2009. Có thể nói, đây là kênh truyền hình địa phương nhiều sóng gió nhất của STAR TV. STAR World Philippines thì vẫn duy trì việc quảng bá cho các chương trình trên Channel [V] bằng việc phát lại.